# NGC 1518
NGC 1518 (również PGC 14475) – galaktyka spiralna z poprzeczką (SBd), znajdująca się w gwiazdozbiorze Erydanu. Odkrył ją John Herschel 13 listopada 1835 roku.